# Justizvollzugsanstalt Lübeck
Die Justizvollzugsanstalt Lübeck (auch Lauerhof genannt) befindet sich auf dem Lauerhöfer Felde im Lübecker Stadtteil St. Gertrud auf Marli und ist die zweitgrößte Haftanstalt in Schleswig-Holstein. Sie verfügt über 399 Haftplätze für Männer, dazu kommen 39 Plätze in der Sozialtherapien. Außerdem gibt es 69 Haftplätze für den gesamten Frauenvollzug des Bundeslandes.

## Geschichte
Die Justizvollzugsanstalt wurde in den Jahren 1908 bis 1909 als Strafanstalt mit 558 Haftplätzen gebaut.
In der Hansestadt machten die wirtschaftlichen Verhältnisse der Versorgung ein Eingreifen im Juli 1915 notwendig. Massenküchen gab es bereits vor dem Krieg in fast allen großen Verbrauchsmittelpunkten des Reichs in Form von Volksküchen. Mit der Ausgabe der zunächst von der Volksküche bezogenen Speisen wurde Anfang August 1915 in der Fackenburger Allee begonnen. Ab dem 19. November 1915 kochte man mit einem Kessel (250 Liter), der bereits im Februar 1916 um einen weiteren ergänzt wurde, in eigener Kriegsküche. Am 6. April wurde in den unteren Betriebsräumen des Stadttheater-Restaurants eine zweite Küche mit einer Leistungsfähigkeit von 2000 Litern, die im August mit zwei weitere Kesseln um 500 erweitert wurde, eröffnet. Eine dritte Kriegsküche wurde am 25. Mai 1916 in der  Strafanstalt Lauerhof eingerichtet.

### Zeit des Nationalsozialismus
Während der Zeit des Nationalsozialismus stieg in der Frauen-Strafanstalt Lübeck-Lauerhof die Zahl der Inhaftierten an. Unter anderem waren die sozialdemokratische Widerstandskämpferin Gustel Breitzke und die kommunistischen Widerstandskämpferinnen Margarete Kaufmann, Hedwig Voegt und Genia Nobel inhaftiert. Weiterhin waren hier die französischen Widerstandskämpferinnen France Bloch-Sérazin und Suzanne Masson inhaftiert, bis sie dann in der Hamburger Untersuchungshaftanstalt Hamburg am Holstenglacis durch das Fallbeil hingerichtet wurden. Eine Gedenktafel der Gedenkstätte Ahrensbök für die beiden Widerstandskämpferinnen wurde 2014 auf dem Gelände der JVA Lübeck eingeweiht.

### Zeit nach 1945
In den 1970er Jahren erlangte die Justizvollzugsanstalt Lübeck Bekanntheit durch die Inhaftierung von Angehörigen der RAF, etwa durch die Inhaftierung der 1995 entlassenen Irmgard Möller.

## Zuständigkeit
In Lübeck befindet sich die einzige Justizvollzugsanstalt in Schleswig-Holstein, die Haftplätze für erwachsene Frauen bereitstellt. Des Weiteren müssen nach Landesvorgaben folgende Verurteiltengruppen ihre Haft in der Justizvollzugsanstalt Lübeck verbüßen.
- Freiheitsstrafen bis zu sechs Monaten im Erstvollzug und bis zu drei Jahren im Regelvollzug aus dem Landgerichtsbezirk Lübeck
- Freiheitsstrafen ab fünf Jahren im Erstvollzug und ab drei Jahren im Regelvollzug aus allen Landgerichtsbezirken Schleswig-Holsteins

### Lebenslangen Freiheitsstrafen
- Sicherungsverwahrung aus allen Landgerichtsbezirken Schleswig-Holsteins
- Untersuchungshaft für den Landgerichtsbezirk Lübeck
- Sozialtherapie für das Land Schleswig-Holstein

## Besondere Ereignisse
Bundesweit bekannt wurde die Anstalt durch die Flucht des Schwerverbrechers Christian Bogner am 26. Oktober 2004, der noch am gleichen Tag den Landschaftsgärtner Engelbert Danielsen getötet und später in der Nordheide (Landkreis Harburg) vergraben haben soll. Die Gewerkschaft der Polizei übte daraufhin scharfe Kritik am Kieler Justizministerium, das schon lange über Sicherheitsdefizite wegen Personalmangels informiert gewesen sei. Rücktrittsforderungen lehnte die Ministerin Anne Lütkes (Bündnis 90/Die Grünen) ab. Die Ministerin leitete Disziplinaruntersuchungen gegen Mitarbeiter der Justizvollzugsanstalt ein.
Als Reaktion auf das Ereignis wurde eine neue 6 Meter hohe Mauer ab Ende 2007 um die bestehende Mauer herumgebaut.

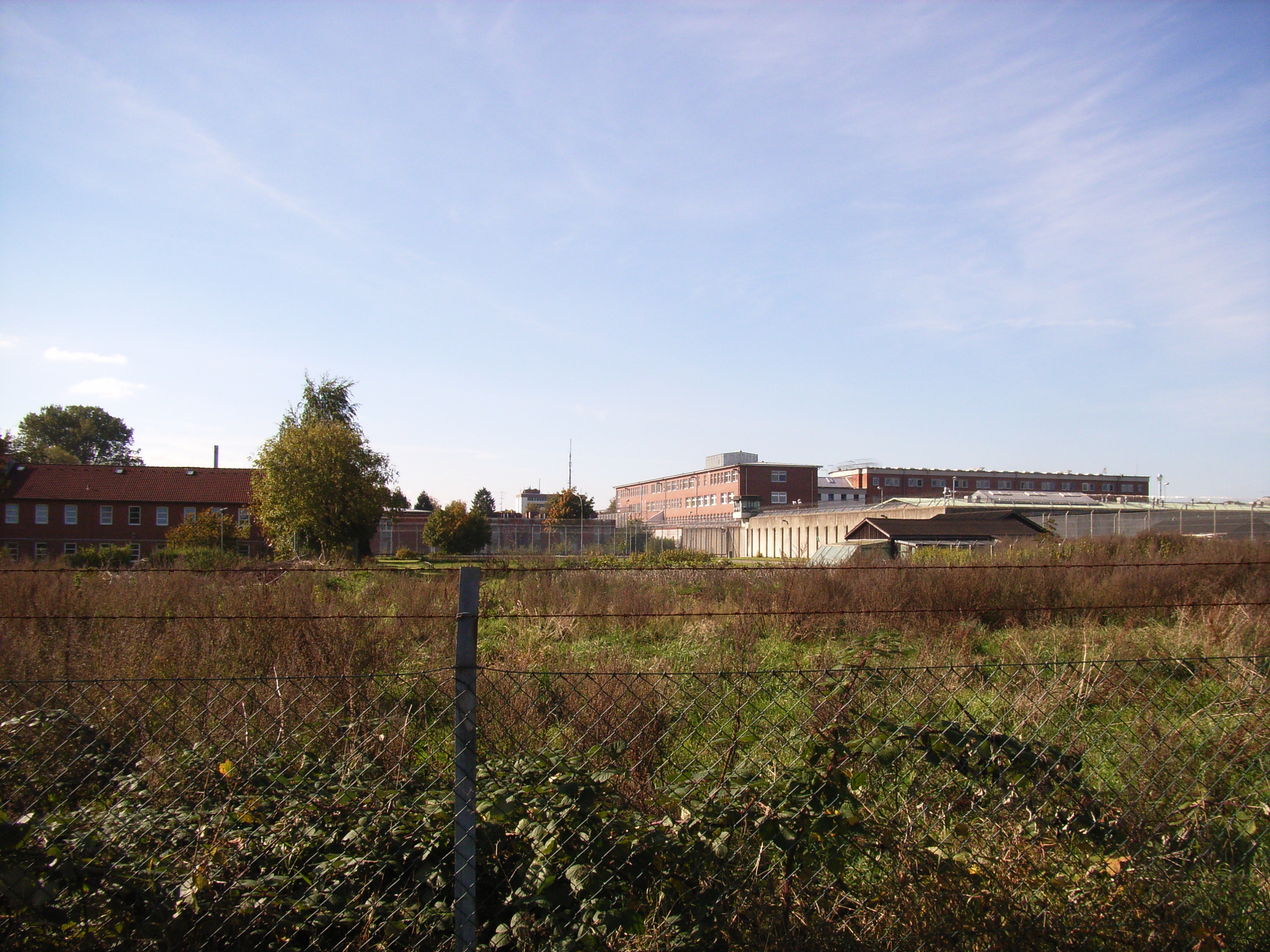
Ostseite
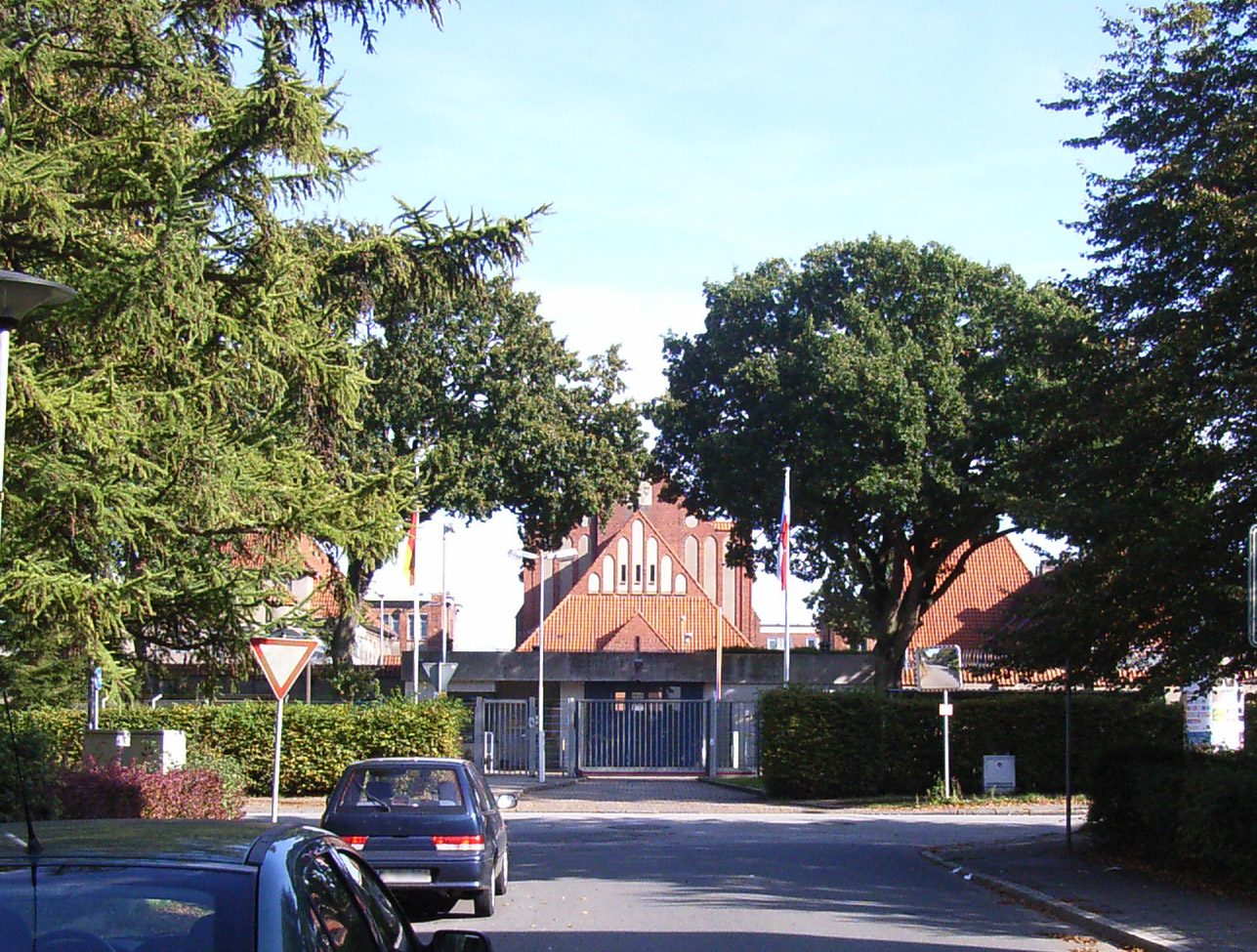
Eingang Marliring
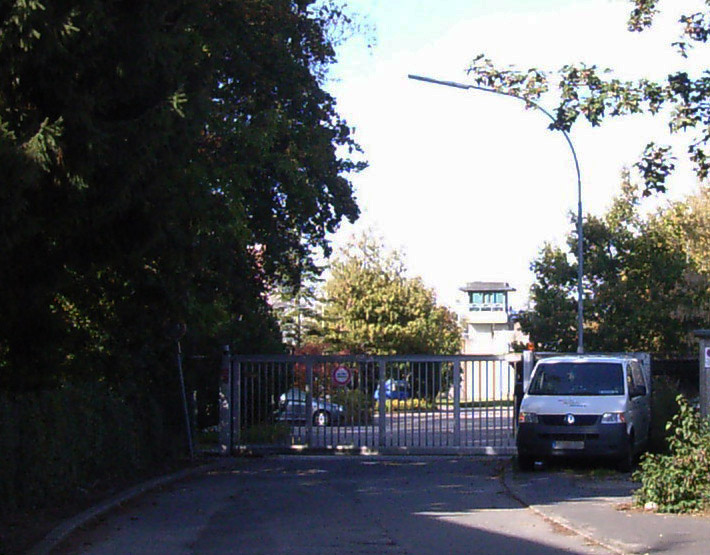
Eingang Besenkamp